# Флетчер, Питер
Питер Флетчер (англ. Peter Fletcher; 2 декабря 1953) — английский футболист, нападающий.

## Футбольная карьера
Уроженец Манчестера, Питер начал футбольную карьеру в академии «Манчестер Юнайтед» в 1969 году. В декабре 1970 года подписал свой первый профессиональный контракт. Несмотря на это, долгое время выступал за молодёжные и резервные команды клуба. В основном составе «Манчестер Юнайтед» дебютировал 14 апреля 1973 года в матче Первого дивизиона против «Сток Сити», выйдя на замену Тревору Андерсону. Четыре дня спустя вышел на поле в игре против «Лидс Юнайтед», вновь заменив Андерсона. В следующем сезоне провёл за команду 5 матчей. Не сумев закрепиться в основном составе, в мае 1974 года покинул команду, став игроком «Халл Сити», который заплати за его трансфер 36 666 фунтов стерлингов.
В «Халл Сити» Флетчер провёл два сезона во Втором дивизионе. Сыграл за клуб 41 матч и забил и 7мячей.
В 1976 году перешёл в клуб Четвёртого дивизиона «Стокпорт Каунти». Провёл в нём два сезона, сыграв 59 матчей и забив 15 мячей.
В 1978 году стал игроком клуба Четвёртого дивизиона «Хаддерсфилд Таун». Провёл в клубе три сезона (115 матчей, 45 голов). В 1982 году завершил карьеру в возрасте 29 лет.